# 시베리아 유픽어
시베리아 유픽어(Siberian Yupik) 또는 중앙 시베리아 유픽어(Central Siberian Yupik)는 러시아 극동 추코트카의 해안 지역과 알래스카 세인트로렌스섬의 2개 마을(Savoonga, Gambell)에서 시베리아 유픽족이 사용하는 유픽어의 한 방언이다. 에스키모-알류트어족에 속한다. 유이트어(Yuit), 아시아 에스키모어, 유피게스툰(Yupigestun) 등 여러 이름이 쓰인다.
미국 측에는 400~750명, 러시아 측에는 2021년 기준 172명의 화자가 있었다. 미국 측의 지역변종을 세인트로렌스 방언(Sivuqaghmiistun), 러시아 측의 지역변종을 차플리노 방언(Uŋazigmit)이라고 구분하기도 한다. 차플리노 방언은 시베리아의 유픽어 중 가장 화자가 많으며, 사멸 직전의 나우칸 유픽어가 그 다음이다.

## 기본 회화 (IPA 포함)
다음은 유픽어의 세인트로랜스섬 방언에서  실제 ANLC 자료에 기반하여 사용되는 자주 쓰이는 일상 표현과, 언어학 규칙에 따른 예측표현 예시를 포함한 구조이다.  IPA는 Yupik 성측 표음 기준이며, 현지 발화와 차이가 있을 수 있는 참고용이다.
| 한국어 문장          | 라틴 전사                          | IPA                                             | 영어                 |
| -------------------- | ---------------------------------- | ----------------------------------------------- | -------------------- |
| 안녕하세요           | Cama‑i                             | /ˈkɑː.mɑ‿ɪ/                                     | Hello                |
| 잘가요               | esghaghlleqamken                   | /ˌɛs.xɑː.ɣəˈɬe.xɑm.kɛn/                         | “I’ll see you”       |
| 여보세요? (전화)     | Cama‑i?                            | /ˈkɑː.mɑ‿ɪ?/                                    | hello?               |
| 유픽어 할 수 있나요? | Yupik akuzipik‑dem atammin uuslaq? | /ˈjuː.pɪk a‿kuːˈzɪ.pɪk‑dɛm a‿tɑmˈmɪn ˈuːs.lɑq?/ | Are you speak Yupik? |
| 네, 조금은요         | Ee, akusraapug tuq.                | /iː‿ɑˌkuːs.rɑːˈpuk‿tuq/                         | Yes, a little bit    |
| 감사합니다           | igamsiqanaghhalek                  | /i.ɡɑmsɪqɑɣ.ˈləɣ.ɑlɛk/                          | Thank you            |
| 도와줘요!            | Ugaaraagha‑genga!                  | /uɣɑːˈɾɑː.ɣɑ.‑ɣɛn.ɡɑ/                           | Help me!             |
| 네                   | Ee                                 | /iː/                                            | Yes                  |
| 아니요               | Aka                                | /ˈɑ.kɑ/                                         | No                   |
| 이거 얼마인가요?     | Taaggun ikat‑laghe tuq?            | /ˈtɑːk.ɡun‿ˌi.kɑt‑ˈlɑɡ.ɛ tuq?/                  | How much is it?      |

## 같이 보기
- 유픽어